# Filé à Osvaldo Aranha

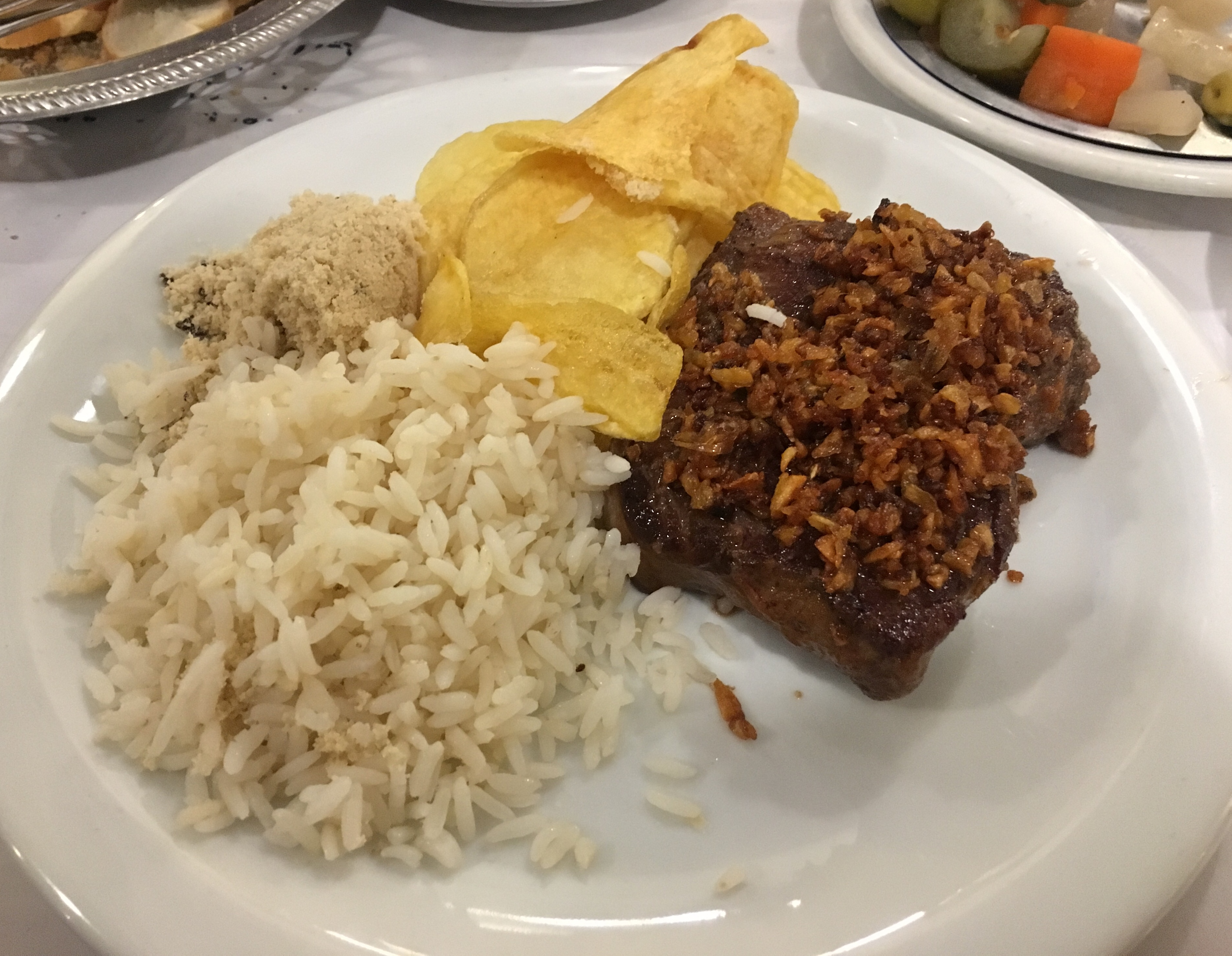
Filé à Osvaldo Aranha

Filé a Osvaldo Aranha é um prato homenageando o político gaúcho Osvaldo Aranha.  Consiste em um filé mignon alto ou um contra filé, temperado com alho frito, acompanhado de batatas portuguesas, arroz branco e farofa de ovos. 

## Histórico
O prato recebeu seu nome em homenagem ao diplomata brasileiro Osvaldo Aranha, que entre as décadas de 1930 e 1940, costumava almoçar no Restaurante Cosmopolita  , cujo apelido era "Senadinho" na Lapa, Rio de Janeiro, local de concentração de políticos na época . Ali o diplomata costumava almoçar o prato que levou seu nome.
Osvaldo Aranha também pedia o mesmo prato no Café Lamas, que na ocasião também o incorporou ao cardápio.